# August Zaleski
Pour les articles homonymes, voir Zaleski.
August Zaleski, né le 13 septembre 1883 à Varsovie mort le 7 avril 1972  à Londres, est un homme d'État polonais. Il fut le second président de la République de Pologne en exil de 1947 à 1972, succédant à Władysław Raczkiewicz.

## Biographie
Diplomate dans la Pologne renaissante après 1918, il est du 15 mai 1926 au 2 novembre 1932 ministre des Affaires étrangères et sénateur (1928-1935). De 1932 à 1939, il est président du Bank Handlowy ("Banque du commerce") à Varsovie.
Ministre des Affaires étrangères au sein du Gouvernement polonais en exil à Paris, Angers puis Londres (30 septembre 1939-22 août 1941), puis chef de la chancellerie civile du Président de la République de Pologne en exil Władysław Raczkiewicz, il est désigné tardivement (avril 1947) comme successeur légal par ce dernier en vertu de la Constitution polonaise de 1935 (article 24). Il devient Président de la République au décès de Władysław Raczkiewicz, en juin 1947.
Après un mandat de sept ans, il se refuse à transmettre sa fonction, contrairement aux engagements pris, suscitant de profondes divisions au sein de l'émigration politique et la constitution d'un centre de pouvoir parallèle "le Conseil des Trois" composé de personnalités prestigieuses : le général Władysław Anders, l'Ambassadeur Edward Bernard Raczyński, le général et ancien commandant-en-chef de l'AK Tadeusz Bór-Komorowski. L'unité de l'émigration politique ne se reformera qu'après son décès autour de ses successeurs Stanisław Ostrowski et Edward Bernard Raczyński.
Il meurt le 4 avril 1972 à Londres et est enterré au cimetière des Aviateurs polonais à Newark (Royaume-Uni).

## Honneurs
Décoré de l'Ordre de l'Aigle blanc, de l'Ordre Polonia Restituta et de la Légion d'honneur.